# Sealand Road
El Sealand Road fue un estadio de fútbol ubicado en Chester (Inglaterra), Reino Unido. Fue el campo donde jugó como local el Chester City FC durante 84 años, desde 1906 hasta su cierre en 1990. Aunque su nombre oficial era The Stadium, era popularmente conocido como Sealand Road por los seguidores del equipo de Cheshire.
Tras haber jugado previamente en el antiguo campo de Faulkner Street, en The Old Showground y Whipcord Lane el Chester City FC se mudó a Sealand Road en 1906. El partido inaugural fue un encuentro de la desaparecida liga The Combination el 15 de diciembre de 1906 contra el Bangor City, consiguiendo la victoria por 4-0.
- Datos: Q7440602
- Multimedia: Sealand Road / Q7440602